# دين روبنسون
دين روبنسون (بالإنجليزية: Dean Robinson)‏ (12 نوفمبر 1989 في نيوزيلندا - ) هو لاعب كريكت نيوزلندي.

## وصلات خارجية
- دين روبنسون على موقع إي آس بي آن كريك إنفو (الإنجليزية)